# Dorfkirche Varchentin

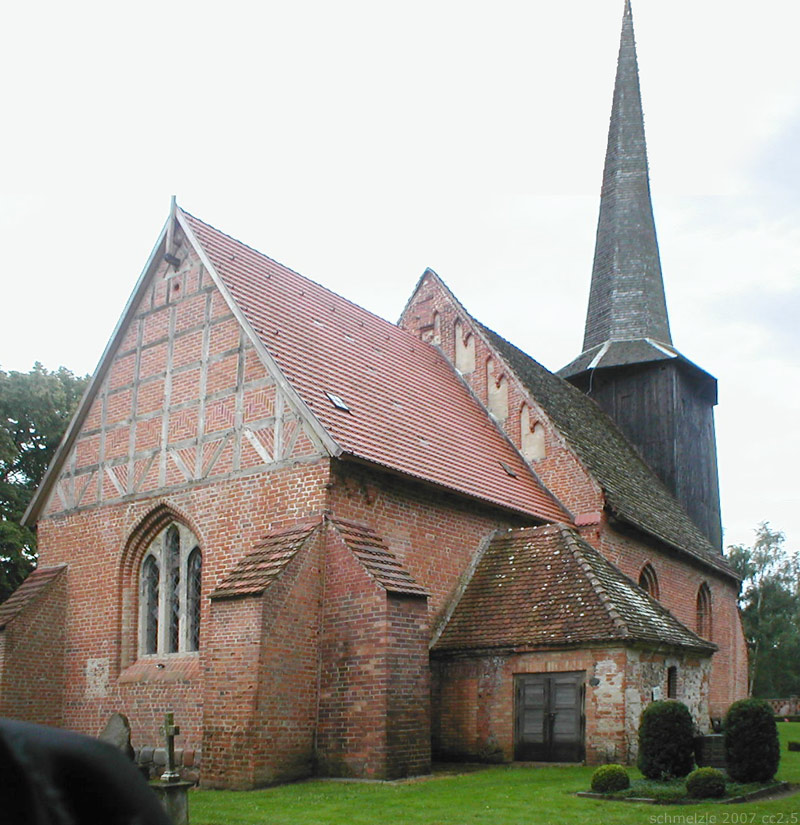
Evangelische Kirche

Die Dorfkirche Varchenthin ist ein denkmalgeschütztes Gebäude in Varchentin, einem Ortsteil der Gemeinde Groß Plasten im Landkreis Mecklenburgische Seenplatte (Mecklenburg-Vorpommern).

## Geschichte und Architektur
Varchentin war bis 1982 eine selbstständige Pfarrstelle mit eigenem Pfarrhaus und wird seitdem von Groß Varchow verwaltet. Das Pfarrhaus wurde an einen Landwirt veräußert, im ehemaligen Pfarrhaus hat die Gemeinde einen Raum als Gemeindezentrum angemietet. Die Kirche steht inmitten eines Friedhofes.
Der Bau wurde um 1250, ohne Turm, in Backstein gemauert, der Chorgiebel des 18. Jahrhunderts ist in Fachwerk gehalten. Die Ostwand des Rechteckchores ist durch eine Dreifenstergruppe gegliedert. Statt des  Triumphbogens wurden zwei Spitzbögen zum Schiff hin eingezogen. Das Schiff war wohl, wegen der noch erhaltenen Schildbögen, ursprünglich über einem Mittelpfeiler gewölbt; es wurde eine flache Bretterdecke eingezogen. Sowohl das Nord- wie auch das Südportal sind in einen Wandvorsprung eingelassen. Die Südwand ist durch Bleiglasfenster aus der Zeit um 1920 gegliedert, sie zeigen Martin Luther und Christus. In der Kirche stehen zwei Emporen, eine davon im Chor. Bei Renovierungsarbeiten im Jahr 2002 wurde die Kirche neu ausgemalt; dabei wurden alte Wandmalereien freigelegt.
Der verbretterte Westturm aus Holz wurde um 1815 angefügt, in ihm hängt eine Glocke mit einem Durchmesser von etwa einem Meter.

## Ausstattung
- Die Orgel von 1850 wurde 2002 umfassend renoviert, sie ist das größte Instrument des Orgelbauers Johann Gottlieb Wolfsteller aus Hamburg.
- Der Altaraufsatz mit einem Christusgemälde wurde 1851 angefertigt.
- Ebenfalls von 1851 stammen das neugotische Gestühl und die Emporen.
- Der Predigtstuhl der Kanzel ist aus Stein gemauert. Der Schalldeckel ist eine Arbeit des 17. Jahrhunderts, er ist mit dem Ferberschen Wappen geschmückt.
- Die Gemälde mit der Darstellung der Auferstehung und Anbetung des Kindes wurden zum Ende des 17. Jahrhunderts gemalt. Das Gemälde mit der Geißelung Christi ist wohl vom Ende des 18. Jahrhunderts und das Lutherbildnis ist wohl im 19. Jahrhundert entstanden.
- Die Figuren einer Heiligen und der apokalyptischen Madonna wurden um 1500 geschnitzt; sie waren ursprünglich Figuren eines katholischen Altares.
- Der Taufständer wurde nach 1850 in Eisen gegossen.